# FC Cetatea Suceava
Club Sportiv Municipal 1932 Cetatea Suceava, cunoscut ca  CSM Cetatea Suceava sau Cetatea Suceava, este un club de fotbal din Suceava, Județul Suceava. Clubul a fost înființat inițial în 1932, sub numele de Cetatea Sucevei și de-a lungul timpului a fost reorganizată, folosind diferite nume precum CSM Suceava, Chimia Suceava sau Cetatea Suceava, printre altele. Echipa participa momentan in Liga IV Suceava dupa reinfiintarea din 2024.

## Istoric
Anul înființării echipei este 2004, formația suceveană evoluând în sezonul 2004–05 în Divizia C. Cetatea Suceava a promovat în Divizia B, iar la sfârșitul sezonului 2006–07 a retrogradat în Liga a III-a. În sezonul 2007–08, Cetatea Suceava a reușit să promoveze din nou în Liga a II-a. Cetatea Suceava s-a desființat pe 8 februarie 2010, după 5 ani de existență, antrenor fiind la timpul acesta Ioan Radu. A revenit în forță în vara aceluiași an cu jucătorii transferați ilegal la un alt club.

## Palmares
Liga a III-a:
- Câștigătoare (2): 2004–05, 2007–08

## Performanțe
- Sezonul 2004–05: locul 1, Liga a III-a, seria I
- Sezonul 2005–06: locul 5, Liga a II-a, seria I
- Sezonul 2006–07: locul 15, Liga a II-a, seria I
- Sezonul 2007–08: locul 1, Liga a III-a, seria I

## Meciuri memorabile
| Cetatea Suceava        | 2–1    | Sportul Studențesc |
| ---------------------- | ------ | ------------------ |
| Marius Sitaru p61' 66' | Raport | Ferfelea 8'        |

| Cetatea Suceava          | 2–3    | Rapid București                                 |
| ------------------------ | ------ | ----------------------------------------------- |
| Clement Pălimaru 53' 69' | Raport | Emil Dică 19' Mugurel Buga 27' Robert Ilyeș 44' |

| Cetatea Suceava                   | 3–2    | Callatis Mangalia       |
| --------------------------------- | ------ | ----------------------- |
| Andrieș 16' Lungu 75' Spătar p78' | Raport | Gheorghiu 22' Ochia 30' |

| Cetatea Suceava                                        | 3–0    | FC Botosani |
| ------------------------------------------------------ | ------ | ----------- |
| Clement Pălimaru 27' S. Matei 47' Vladimir Prisaca 51' | Raport |             |

## Meciuri (2008–2009)
| Cetatea Suceava   | 1–0    | FCM Bacău |
| ----------------- | ------ | --------- |
| Ionel Celpan p17' | Raport |           |

| Sportul Studentesc       | 2–0    | Cetatea Suceava |
| ------------------------ | ------ | --------------- |
| Curelea 45' Ferfelea 88' | Raport |                 |

| Cetatea Suceava                          | 3–1    | FC Snagov    |
| ---------------------------------------- | ------ | ------------ |
| Cristian Cojenel 5' Mihai Guriță 29' 70' | Raport | Posteucă 44' |

| Progresul București | 1–0    | Cetatea Suceava |
| ------------------- | ------ | --------------- |
| Costescu 19'        | Raport |                 |

| Cetatea Suceava  | 1–0    | Ceahlăul Piatra-Neamț |
| ---------------- | ------ | --------------------- |
| Ionel Celpan 81' | Raport |                       |

| Dunărea Giurgiu                   | 3–1    | Cetatea Suceava |
| --------------------------------- | ------ | --------------- |
| Iordache 7' Bâtfoi 19' Nicola 60' | Raport | Stiubei 90+2'   |

| Cetatea Suceava                                       | 3–2    | Prefab 05 Modelu      |
| ----------------------------------------------------- | ------ | --------------------- |
| Ionel Celpan 39' Milorad Bukvic 45' Tudor Homneac 74' | Raport | Viorel 30' Anghel 69' |

| Cetatea Suceava  | 1–0    | FC Botoșani |
| ---------------- | ------ | ----------- |
| Ionel Celpan 61' | Raport |             |

| CS Buftea                       | 3–1    | Cetatea Suceava |
| ------------------------------- | ------ | --------------- |
| Ademar 31' Matei 45' Axente 65' | Raport | Negru 81'       |

| Cetatea Suceava                      | 2–2    | CSM Ploiești        |
| ------------------------------------ | ------ | ------------------- |
| Tudor Homneac 42' Marian Nicolau 76' | Raport | Gafita 53' Paun '86 |

| Cetatea Suceava | 0–1    | Ceahlăul Piatra-Neamț |
| --------------- | ------ | --------------------- |
|                 | Raport | Cebotaru '96          |